# Rikenette Steenkamp
Rikenette Steenkamp (* 16. Oktober 1992) ist eine südafrikanische Hürdenläuferin, die sich auf die 100-Meter-Distanz spezialisiert hat.

## Sportliche Laufbahn
Erste internationale Erfahrungen sammelte Rikenette Steenkamp bei den Jugendweltmeisterschaften 2009 in Brixen, bei denen sie mit 13,61 s im Halbfinale ausschied. 2014 siegte sie bei den Afrikameisterschaften in Marrakesch in 13,26 s und wurde mit ihrer persönlichen Bestleistung von 13,16 s Fünfte beim Leichtathletik-Continentalcup, der ebenfalls in Marrakesch stattfand. Vier Jahre später gewann sie bei den Afrikameisterschaften in Asaba in 13,18 s die Silbermedaille hinter der Nigerianerin Tobi Amusan.
2010 und 2013 sowie 2014 und 2017 wurde Steenkamp südafrikanische Meisterin im 100-Meter-Hürdenlauf.

## Persönliche Bestzeiten
- 100 m Hürden: 12,81 s (−0,6 m/s), 1. Juli 2018 in La Chaux-de-Fonds (Südafrikanischer Rekord)